# Joseph Sünnen

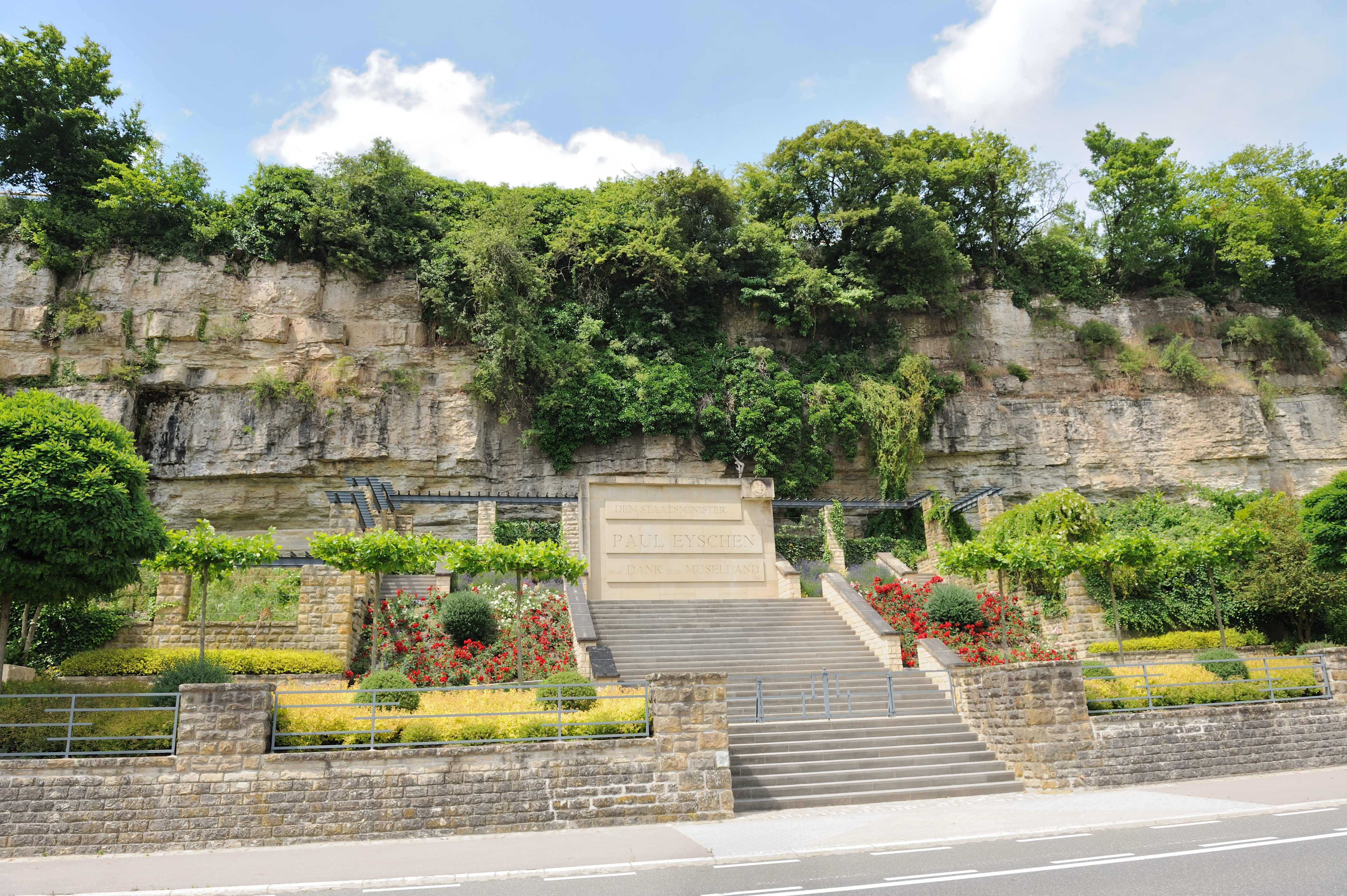
Paul Eyschen-monument, Stadtbredimus (1934)

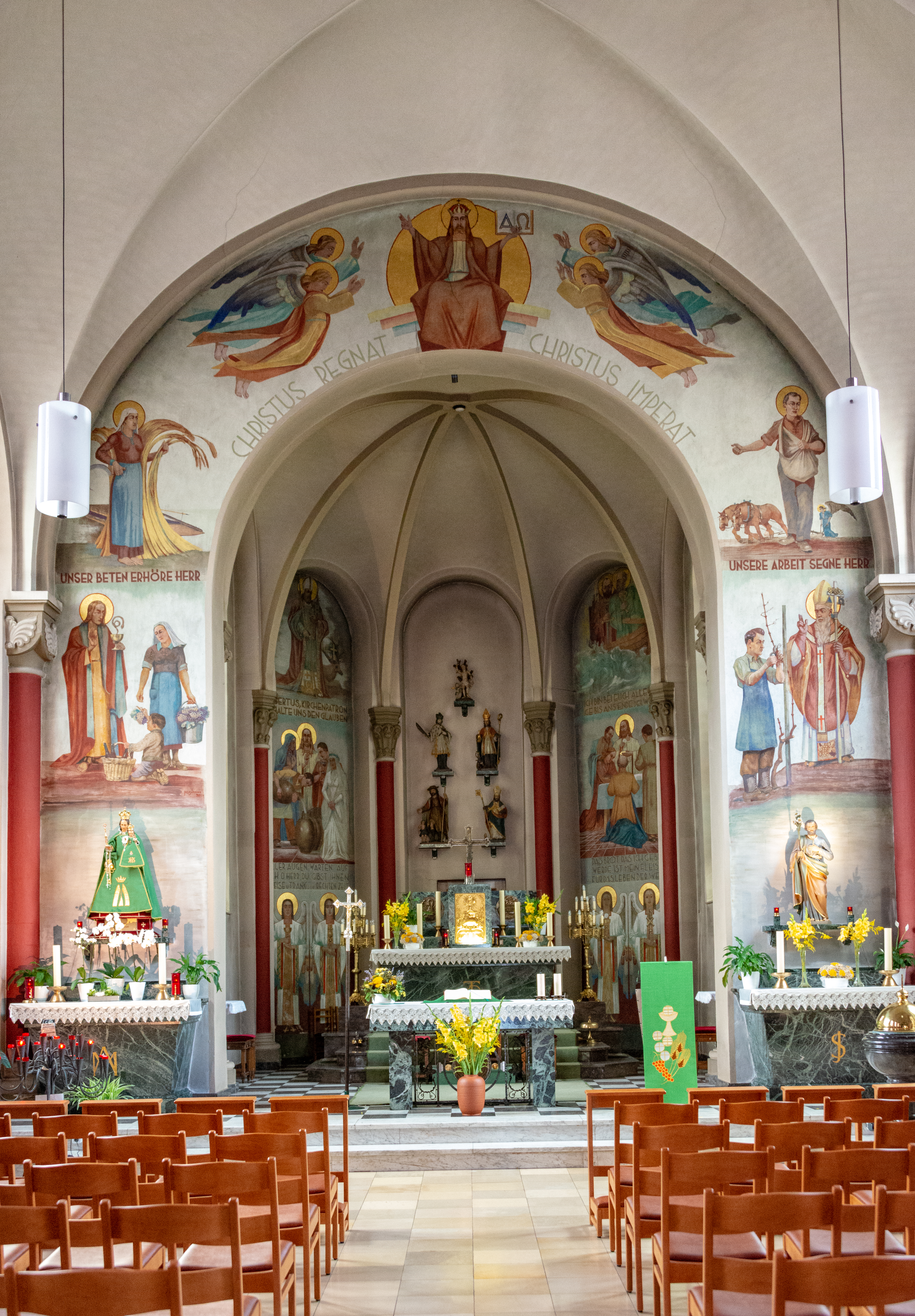
Fresco's in de kerk van Bech-Kleinmacher (1936)

Jean Joseph Sünnen (Kleinmacher, 1 december 1894 – Esch-sur-Alzette, 15 mei 1969) was een Luxemburgs kunstschilder.

## Leven en werk
Joseph of Jos Sünnen was een zoon van wijnbouwer Johann (Jean) Sunnen en Anna Redlinger. Tijdens zijn jeugd raakte hij bevriend met Nico Klopp, met wie hij geregeld de werkplaats van kerkschilder Nicolas Brücher bezocht. Vanaf 1914 werd Sünnen opgeleid aan de École de Métiers d'Art in de abdij van Maredsous in België. In 1916 vestigde hij zich in Düsseldorf. Hij studeerde er aan de Kunstgewerbeschule en na twee jaar aan de kunstacademie als leerling van onder anderen animaliër Julius Paul Junghanns. Hij bleef na zijn studie in Düsseldorf wonen, met een korte onderbreking in 1928 in Differdange, tot hij zich in 1936 weer in Kleinmacher vestigde.
In 1931 werd een prijsvraag uitgeschreven voor een gedenkteken ter herinnering aan staatsminister Paul Eyschen. Sünnen behaalde met zijn ontwerp de eerste plaats, Jean Curot werd tweede. Het monument was in de herfst van 1933 klaar en werd in juni 1934 onthuld, in aanwezigheid van groothertogin Charlotte van Luxemburg. In dezelfde periode maakte Sünnen een ontwerp voor een monument gewijd aan de heilige Donatus, die bescherming biedt tegen bliksem en storm. Het Donatusmonument werd in augustus 1934 onthuld en ingezegend.
Het bleef voor Sünnen bij deze twee monumenten, hij was bovenal schilder. Hij schilderde in levendige kleuren paarden en het leven in de Moezelvallei en maakte een aantal fresco's. Hij was lid van de Cercle Artistique de Luxembourg, waar hij van 1923 tot 1927 deelnam aan de jaarlijkse salons. Verder exposeerde hij onder meer met Nicolas Brücher en Nico Klopp in het Athénée grand-ducal in Luxemburg (1923), met beeldhouwer Claus Cito in het casino in Mondorf (1959) en solo in Galerie d'Art Municipale in Esch-sur-Alzette (1960, 1963). De Luxemburger Illustrierte toonde eind 1928 zijn schilderij Ackernde Pferde op de voorkant van het blad en een viertal reproducties verderop in het nummer.
Joseph Sünnen overleed op 74-jarige leeftijd. In 1982 verscheen een monografie en werd onder meer in zijn geboortehuis een retrospectief gehouden.

## Enkele werken
- 1934 ontwerp Paul Eyschen-monument in Stadtbredimus.
- 1934 ontwerp Sint-Donatusmonument in Merkholtz.
- 1936 fresco's op de triomfboog en koorwand van de Sint-Hubertuskerk van Bech-Kleinmacher
- vóór 1948 fresco's in de feestzaal van Caves de Wellenstein, een wijncoöperatie in Wellenstein.
- fresco's in de kerk van Differdange.

## Literatur
- Malgorzata Nowara."Jos Sünnen." https://www.konschtlexikon.mnaha.lu/entry/lkl000177/. Last updated 2023-02-17.
- Jean Malget (2006) Die Maler der Mosel Nik Brücher, Nico Klopp und Joseph Sünnen im Licht ihrer Korrespondenz. Ehlerange: J. Malget.
- Pierre Werner et al. (1982) Joseph Sünnen. Deel 23 van de Publications Mosellanes de Schwebsange. Luxemburg: Imprimerie Centrale S.A.
- Lotty Braun-Breck (1994) "Eine ehrliche und leichtverständliche Kunst, Betrachtungen zum 100. Geburtstag des Malers Jos Sünnen", Die Warte, 1 december 1994.

- Gemeinsame Normdatei: 1197636498
- Musée national d'archéologie, d'histoire et d'art: lkl000177
- RKD-Nederlands Instituut voor Kunstgeschiedenis: 315304
- Virtual International Authority File: 4682157226598985410005